# Корнаев, Владимир Александрович
Владимир Александрович Корнаев (5 мая 1918, селение Христиановское (ныне город Дигора) — 15 июля 2011, Дигора) — советский и российский учёный-правовед, специалист по интеллектуальной собственности. Доктор юридических наук, профессор, академик РАЕН и Академии изобретательства.

## Биография
Владимир Корнаев родился в селении Христиановское (в настоящее время Дигора, Северная Осетия). Окончил Московский юридический институт, а в 1941 году Бобруйское военное училище и провёл на фронте всю Великую Отечественную войну. Награждён боевыми орденами и медалями.
Специалист в области интеллектуальной собственности. Основатель патентного образования в СССР. Участвовал в создании двух институтов по патентоведению — Всесоюзных государственных курсов патентоведения и изобретательства (которые возглавлял на протяжении более 25 лет после основания в 1963 году) и Центрального института повышения квалификации работников и специалистов народного хозяйства в области патентной работы (1968). В 60-е и 70-е годы разработал систему двухнедельных полнопрофильных семинаров подготовки преподавательских кадров, на которых было подготовлено впоследствии свыше 2000 специалистов. Также впервые в мире поставил на постоянную основу обучение основам изобретательства и патентоведения специалистов других профилей (инженерно-технических и научных работников, конструкторов, технологов). В 1981 году Государственная инспекция Министерства высшего и среднего специального образования СССР дала высшую оценку организации учебного процесса ВГКПИ, которым в это время руководил В. А. Корнаев.
Был руководителем Отделения интеллектуальной собственности РАЕН, почетным ректором и советником ректора Российского государственного института интеллектуальной собственности (РГИИС), который неофициально называют Корнаевским.
Умер на 94 году жизни.

### Награды и премии
Помимо ряда орденов и медалей, полученных за годы воинской службы (в их числе Орден Отечественной войны I и II степени, Орден Красной Звезды и медаль «За отвагу»), В. А. Корнаев был удостоен также отличий за свою научную деятельность. Он являлся академиком пяти общественных академий, из них две российских (РАЕН и Академия изобретательства) и три международных (авторов научных открытий и изобретений, наук о природе и обществе и Европейской академии естественных наук). За годы деятельности он был удостоен семи академических медалей, включая Звезду Вернадского В. И. и звание «Рыцарь науки и искусств» от РАЕН, серебряную медаль имени Петра Великого и серебряную медаль имени Попова А. С. «За заслуги в деле изобретательства».

## Из библиографии
- Основы изобретательства и патентоведения / Под редакцией В. А. Корнаева. — М.: ВГКПИ, 1975. — 273 с. — 600 экз.
- Высшие курсы повышения квалификации руководящих инженерно-техн. и руководящих науч. работников по вопросам патентоведения и изобретательства. Москва. Научно методическая конференция, посвященная десятилетию курсов. Научно методическая конференция, посвященная десятилетию курсов. 1973. Тезисы докладов научно-методической конференции, посвященной десятилетию ВГКПИ. 17-19 октября 1973 г. Ред комисс.: Корнаев В. А. [и др.] / — М., 1973. — 111 с.